# Labastide-Chalosse
Labastide-Chalosse é uma comuna francesa na região administrativa da Nova Aquitânia, no departamento de Landes. Estende-se por uma área de 4,56 km². Em 2010 a comuna tinha 153 habitantes (densidade: 33,6 hab./km²).